# Desiderius von Aquitanien
Desiderius († 587 bei Carcassonne) war ein gallorömischer Herzog in Aquitanien während der Regierung der fränkischen Merowingerkönige Chilperich I. und Guntram I. Er diente Chilperich als dessen führender General.

## Biografie
Als Sigibert I. von Austrasien 575 ermordet wurde, sandte Chilperich Desiderius, um Austrasien zu erobern, aber Guntram, König von Burgund, sandte ihm den Patrizier Mummolus entgegen, und Desiderius wurde besiegt und zum Rückzug gezwungen, so dass Childebert II. den Thron seines Vaters übernehmen konnte. Im folgenden Jahr verwüstete Desiderius zusammen mit Bladast und Berulf die Umgegend von Bourges.
Offiziell verlieh ihm und Bladast Chilperich im Jahr 583 dann das Herzogtum Aquitanien. Zusätzlich wurde eine Armee ausgerüstet, um gegen die Basken zu ziehen. Jedoch wurden sie entscheidend von diesen geschlagen.
Nach der Ermordung Chilperichs 584 stellte sich seine Witwe Fredegunde unter den Schutz Guntrams. Daraufhin wandte sich Desiderius nach Tholosen, um den Schatz Chilperichs, den seine Tochter Riguntha, verlobt mit Reccared dem König des westgotischen Spaniens, als Brautschatz erhalten hatte, doch lief für den Kronprätendenten Gundowald zu erobern, als dieser mit dem Schiff von Byzanz in die Provence anreiste. Allerdings hatten die Begleitmannschaften Rigunthas den Schatz schon geplündert und Gundowalds Kriegszug verlief erfolglos.
Im Folgejahr schloss Desiderius Frieden mit Guntram, doch schon 587 starb er. Seine Witwe Tetradia, Tochter einer Edelfrau und eines Bauern, wurde von ihrem ersten Ehemann Eulalius angeklagt, da sie sich von ihm getrennt hatte und dabei einen Großteil seines Vermögens an sich nahm. Das Diebesgut musste zurückgegeben werden und die Kinder, die sie mit Desiderius hatte, für illegitim erklärt.